# ادا بوستامانته
اِدا بوستامانته (اسپانیایی: Edda Bustamante‎؛ زادهٔ ۱ مهٔ ۱۹۴۵) بازیگر اهل آرژانتین است. وی از سال ۱۹۷۷ میلادی تاکنون مشغول فعالیت بوده‌است.
از فیلم‌ها یا برنامه‌های تلویزیونی که وی در آن نقش داشته‌است، می‌توان به زنان قاتل و دانش‌آموختگان اشاره کرد.